# Teorema da circulação de Kelvin
Na mecânica dos fluidos, o teorema da circulação de Kelvin (em homenagem a William Thomson, 1º Barão Kelvin, que o publicou em 1869) afirma que em um fluido barotrópico ideal com forças de corpo conservativas, a circulação em torno de uma curva fechada é constante com o tempo .   Matematicante, isso significa que:
{\displaystyle {\frac {\mathrm {D} \Gamma }{\mathrm {D} t}}=0}

Onde {\displaystyle {\frac {\mathrm {D} }{\mathrm {D} t}}=0} é a derivada convectiva,, {\displaystyle \Gamma } é a circulação em torno de um contorno de material {\displaystyle C(t)} . Esse teorema diz que se alguém observar um contorno fechado em um instante, e seguir o contorno ao longo do tempo, a circulação em outro instante de tempo permanece a mesma. Além disso, outra conclusão importante é que, valendo o teorema de Kelvin, se um fluido é irrotacional em t=0, segue irrotacional para t>0.

Este teorema não é válido em casos com tensões viscosas, forças não conservativas ou quando não temos um fluido barotrópico.

## Prova
A circulação {\displaystyle \Gamma } em torno de um contorno de material fechado {\displaystyle C(t)} é definida por:
{\displaystyle \Gamma (t)=\oint _{C}{\boldsymbol {u}}\cdot \mathrm {d} {\boldsymbol {s}}}
onde u é o vetor velocidade e ds é um elemento de linha longo do contorno fechado. A equação para um fluido invíscido com uma força conservativa é
{\displaystyle {\frac {\mathrm {D} {\boldsymbol {u}}}{\mathrm {D} t}}=-{\frac {1}{\rho }}{\boldsymbol {\nabla }}p+{\boldsymbol {\nabla }}\Phi }
onde ρ é a densidade do fluido, p é a pressão e Φ é o potencial da força conservativa. Essa é a equação de Euler.
A condição de fluido barotrópico implica que a densidade é uma função apenas da pressão, ou seja, {\displaystyle \rho =\rho (p)} .
Tomando o derivada convectiva da circulação, temos:
{\displaystyle {\frac {\mathrm {D} \Gamma }{\mathrm {D} t}}=\oint _{C}{\frac {\mathrm {D} {\boldsymbol {u}}}{\mathrm {D} t}}\cdot \mathrm {d} {\boldsymbol {s}}+\oint _{C}{\boldsymbol {u}}\cdot {\frac {\mathrm {D} \mathrm {d} {\boldsymbol {s}}}{\mathrm {D} t}}.}

No primeiro termo, podemos aplicar o Teorema de Stokes, de forma que:
{\displaystyle \oint _{C}{\frac {\mathrm {D} {\boldsymbol {u}}}{\mathrm {D} t}}\cdot \mathrm {d} {\boldsymbol {s}}=\int _{A}{\boldsymbol {\nabla }}\times \left(-{\frac {1}{\rho }}{\boldsymbol {\nabla }}p+{\boldsymbol {\nabla }}\Phi \right)\cdot {\boldsymbol {ds}}\ =0.}

Como o fluido é barotrópico, {\displaystyle \rho } é uma constante. Também usamos o fato de que {\displaystyle {\boldsymbol {\nabla }}\times {\boldsymbol {\nabla }}f=0} para qualquer função {\displaystyle f}.
Para o segundo termo, temos que:

{\displaystyle {\frac {D}{Dt}}\left({\boldsymbol {ds}}\right)=d{\boldsymbol {u}}}
Portanto:
{\displaystyle \oint _{C}{\boldsymbol {u}}\cdot {\frac {\mathrm {D} \mathrm {d} {\boldsymbol {s}}}{\mathrm {D} t}}=\oint _{C}{\boldsymbol {u}}\cdot \left(\mathrm {d} {\boldsymbol {u}}\right)=\oint _{C}\mathrm {d} \left({\frac {\boldsymbol {u^{2}}}{2}}\right)=0.}
Como ambos os termos são zero, obtemos o resultado:
{\displaystyle {\frac {\mathrm {D} \Gamma }{\mathrm {D} t}}=0.}

## Teorema da circulação de Poincaré-Bjerknes
Um resultado semelhante pode ser obtido quando temos um sistema de coordenadas em rotação, conhecido como teorema de Poincaré-Bjerknes, em homenagem a Henri Poincaré e Vilhelm Bjerknes, que derivou o invariante em 1893   e 1898.   O teorema pode ser aplicado a um referencial que está em rotação a uma velocidade angular constante dada pelo vetor {\displaystyle {\boldsymbol {\Omega }}}, para a circulação modificada:
{\displaystyle \Gamma (t)=\oint _{C}({\boldsymbol {u}}+{\boldsymbol {\Omega }}\times {\boldsymbol {r}})\cdot \mathrm {d} {\boldsymbol {s}}}
Onde {\displaystyle {\boldsymbol {r}}} é a posição da área do fluido. Pelo teorema de Stokes, temos:
{\displaystyle \Gamma (t)=\int _{A}{\boldsymbol {\nabla }}\times ({\boldsymbol {u}}+{\boldsymbol {\Omega }}\times {\boldsymbol {r}})\cdot {\boldsymbol {n}}\,\mathrm {d} S=\int _{A}({\boldsymbol {\nabla }}\times {\boldsymbol {u}}+2{\boldsymbol {\Omega }})\cdot {\boldsymbol {n}}\,\mathrm {d} S}
A Vorticidade de um campo de velocidade na dinâmica dos fluidos é definida por:
{\displaystyle {\boldsymbol {\omega }}={\boldsymbol {\nabla }}\times {\boldsymbol {u}}}
Então:
{\displaystyle \Gamma (t)=\int _{A}({\boldsymbol {\omega }}+2{\boldsymbol {\Omega }})\cdot {\boldsymbol {n}}\,\mathrm {d} S}